# Bobby Washington
Robert Washington, detto Bobby (11 luglio 1947), è un ex cestista e allenatore di pallacanestro statunitense, professionista nella ABA e nella NBA.